# 제리 와인트라우브
제롬 찰스 "제리" 와인트라우브(영어: Jerome Charles "Jerry" Weintraub, 1937년 9월 26일 ~ 2015년 7월 6일)는 미국의 영화 프로듀서였다.
유대계 미국인이다. 《베스트 키드》와 《오션스 일레븐》으로 잘 알려져 있다.
프라임타임 에미상을 3회 수상했다. 또한 2013년 할리우드 영화제 레전드 상을 수상했다.
2015년 7월 6일 사망하였다. 향년 77세.

## 출연 작품
- 웨스트월드 : 인공지능의 역습 (2016)
- 레전드 오브 타잔 (2016)
- 쇼를 사랑한 남자 (2013)
- 베스트 키드 (2010)
- 낸시 드류 (2007)
- 오션스 13 (2007)
- 오션스 트웰브 (2004)
- 지미 키멜 라이브! (2003)
- 풀 프론탈 (2002)
- 컨페션 (2002)
- 오션스 일레븐 (2001)
- 인디펜던트 (2000)
- 솔저 (1998)
- 어벤저 (1998)
- 휴가 대소동 - 라스베가스 (1997)
- 가라데 키드 (1994)
- 스페셜리스트 (1994)
- 야망의 함정 (1993)
- 도시의 카우보이 (1992)
- 베스트 키드 3 (1989)
- 해피 뉴 이어 (1987)
- 베스트 키드 2 (1986)
- 베스트 키드 (1984)
- 꿈꾸는 야생마 (1981)
- 광란자 (1980)
- 1955년 9월 30일 (1977)
- 오, 하느님! (1977)
- 내쉬빌 (1975)